# Döbörhegy
Döbörhegy is een plaats (község) en gemeente in het Hongaarse comitaat Vas. Döbörhegy telt 202 inwoners (2001).